# مزدا ام‌ایکس-۵

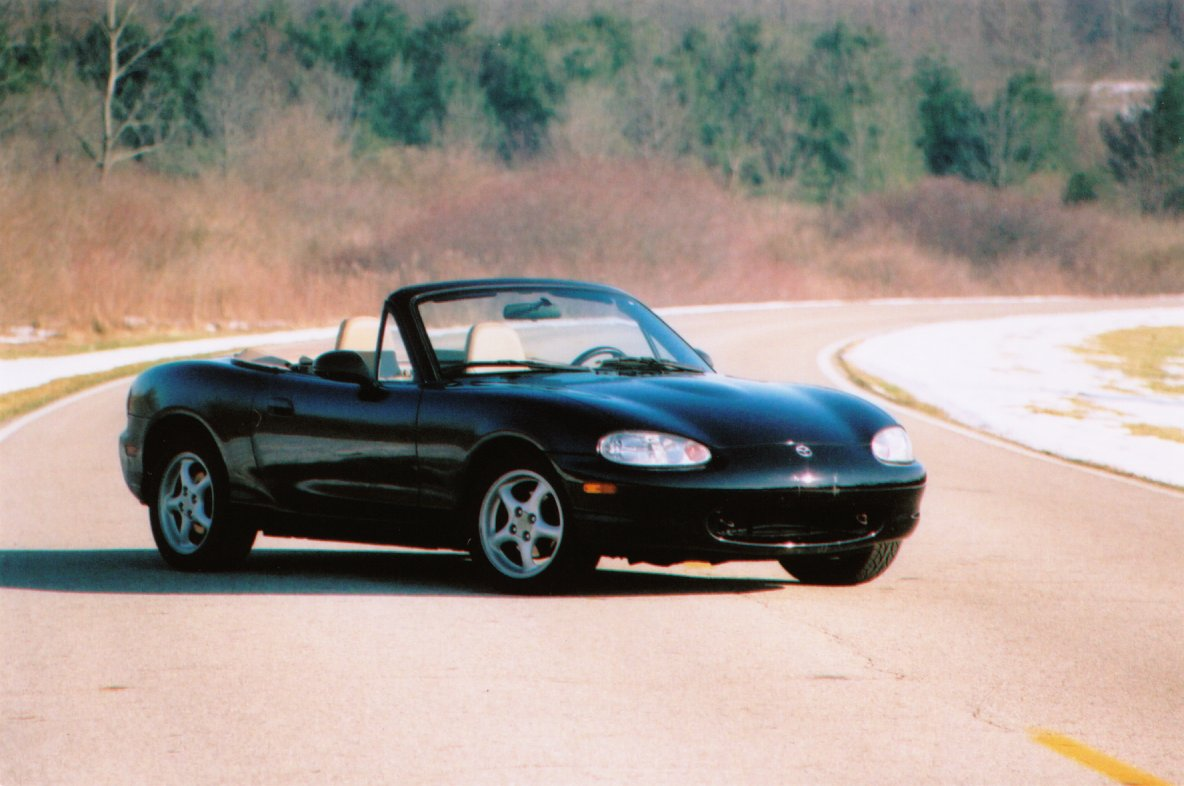

مزدا ام‌ایکس-۵ (Mazda MX-۵) خودرویی است که در سال‌های ۱۹۸۹–کنون توسط شرکت مزدا در هیروشیما، ژاپن، پرتوریا و آفریقای جنوبی تولید می‌شود.
این خودرو در کلاس رودستر قرار دارد.